# Liste des titres musicaux numéro un au Royaume-Uni en 1981
Cette page liste les titres classés no 1 des ventes de disques au Royaume-Uni pour l'année 1981 selon The Official Charts Company.
Les classements hebdomadaires sont issus des UK Singles Chart et UK Albums Chart.

## Classement des singles
| №  | Date         | Artiste                        | Titre                                | Référence |
| -- | ------------ | ------------------------------ | ------------------------------------ | --------- |
| 1  | 4 janvier    | John Lennon                    | Imagine                              |           |
| 2  | 11 janvier   | John Lennon                    | Imagine                              |           |
| 3  | 18 janvier   | John Lennon                    | Imagine                              |           |
| 4  | 25 janvier   | John Lennon                    | Imagine                              |           |
| 5  | 1er février  | John Lennon                    | Woman                                |           |
| 6  | 8 février    | John Lennon                    | Woman                                |           |
| 7  | 15 février   | Joe Dolce (en)                 | Shaddap You Face                     |           |
| 8  | 22 février   | Joe Dolce (en)                 | Shaddap You Face                     |           |
| 9  | 1er mars     | Joe Dolce (en)                 | Shaddap You Face                     |           |
| 10 | 8 mars       | Roxy Music                     | Jealous Guy                          |           |
| 11 | 15 mars      | Roxy Music                     | Jealous Guy                          |           |
| 12 | 22 mars      | Shakin' Stevens                | This Ole House                       |           |
| 13 | 29 mars      | Shakin' Stevens                | This Ole House                       |           |
| 14 | 5 avril      | Shakin' Stevens                | This Ole House                       |           |
| 15 | 12 avril     | Bucks Fizz                     | Making Your Mind Up                  |           |
| 16 | 19 avril     | Bucks Fizz                     | Making Your Mind Up                  |           |
| 17 | 26 avril     | Bucks Fizz                     | Making Your Mind Up                  |           |
| 18 | 3 mai        | Adam and the Ants              | Stand and Deliverer                  |           |
| 19 | 10 mai       | Adam and the Ants              | Stand and Deliverer                  |           |
| 20 | 17 mai       | Adam and the Ants              | Stand and Deliverer                  |           |
| 21 | 24 mai       | Adam and the Ants              | Stand and Deliverer                  |           |
| 22 | 31 mai       | Adam and the Ants              | Stand and Deliverer                  |           |
| 23 | 7 juin       | Smokey Robinson                | Being with You                       |           |
| 24 | 14 juin      | Smokey Robinson                | Being with You                       |           |
| 25 | 21 juin      | Michael Jackson                | One Day in Your Life                 |           |
| 26 | 28 juin      | Michael Jackson                | One Day in Your Life                 |           |
| 27 | 5 juillet    | The Specials                   | Ghost Town                           |           |
| 28 | 12 juillet   | The Specials                   | Ghost Town                           |           |
| 29 | 19 juillet   | The Specials                   | Ghost Town                           |           |
| 30 | 26 juillet   | Shakin' Stevens                | Green Door (en)                      |           |
| 31 | 2 août       | Shakin' Stevens                | Green Door (en)                      |           |
| 32 | 9 août       | Shakin' Stevens                | Green Door (en)                      |           |
| 33 | 16 août      | Shakin' Stevens                | Green Door (en)                      |           |
| 34 | 23 août      | Aneka                          | Japanese Boy                         |           |
| 35 | 30 août      | Soft Cell                      | Tainted Love                         |           |
| 36 | 6 septembre  | Soft Cell                      | Tainted Love                         |           |
| 37 | 13 septembre | Adam and the Ants              | Prince Charming                      |           |
| 38 | 20 septembre | Adam and the Ants              | Prince Charming                      |           |
| 39 | 27 septembre | Adam and the Ants              | Prince Charming                      |           |
| 40 | 4 octobre    | Adam and the Ants              | Prince Charming                      |           |
| 41 | 11 octobre   | Dave Stewart et Barbara Gaskin | It's My Party                        |           |
| 42 | 18 octobre   | Dave Stewart et Barbara Gaskin | It's My Party                        |           |
| 43 | 25 octobre   | Dave Stewart et Barbara Gaskin | It's My Party                        |           |
| 44 | 1er novembre | Dave Stewart et Barbara Gaskin | It's My Party                        |           |
| 45 | 8 novembre   | The Police                     | Every Little Thing She Does Is Magic |           |
| 46 | 15 novembre  | Queen et David Bowie           | Under Pressure                       |           |
| 47 | 22 novembre  | Queen et David Bowie           | Under Pressure                       |           |
| 48 | 29 novembre  | Julio Iglesias                 | Begin the Beguine                    |           |
| 49 | 6 décembre   | The Human League               | Don't You Want Me                    |           |
| 50 | 13 décembre  | The Human League               | Don't You Want Me                    |           |
| 51 | 20 décembre  | The Human League               | Don't You Want Me                    |           |
| 52 | 27 décembre  | The Human League               | Don't You Want Me                    |           |

## Classement des albums
| №  | Date         | Artiste                  | Titre                                       | Référence |
| -- | ------------ | ------------------------ | ------------------------------------------- | --------- |
| 1  | 4 janvier    | ABBA                     | Super Trouper                               |           |
| 2  | 11 janvier   | ABBA                     | Super Trouper                               |           |
| 3  | 18 janvier   | Adam and the Ants        | Kings of the Wild Frontier                  |           |
| 4  | 25 janvier   | Adam and the Ants        | Kings of the Wild Frontier                  |           |
| 5  | 1er février  | John Lennon et Yoko Ono  | Double Fantasy                              |           |
| 6  | 8 février    | John Lennon et Yoko Ono  | Double Fantasy                              |           |
| 7  | 15 février   | Phil Collins             | Face Value                                  |           |
| 8  | 22 février   | Phil Collins             | Face Value                                  |           |
| 9  | 1er mars     | Phil Collins             | Face Value                                  |           |
| 10 | 8 mars       | Adam and the Ants        | Kings of the Wild Frontier                  |           |
| 11 | 15 mars      | Adam and the Ants        | Kings of the Wild Frontier                  |           |
| 12 | 22 mars      | Adam and the Ants        | Kings of the Wild Frontier                  |           |
| 13 | 29 mars      | Adam and the Ants        | Kings of the Wild Frontier                  |           |
| 14 | 5 avril      | Adam and the Ants        | Kings of the Wild Frontier                  |           |
| 15 | 12 avril     | Adam and the Ants        | Kings of the Wild Frontier                  |           |
| 16 | 19 avril     | Adam and the Ants        | Kings of the Wild Frontier                  |           |
| 17 | 26 avril     | Adam and the Ants        | Kings of the Wild Frontier                  |           |
| 18 | 3 mai        | Adam and the Ants        | Kings of the Wild Frontier                  |           |
| 19 | 10 mai       | Adam and the Ants        | Kings of the Wild Frontier                  |           |
| 20 | 17 mai       | Stars on 45 (en)         | Stars on 45                                 |           |
| 21 | 24 mai       | Stars on 45 (en)         | Stars on 45                                 |           |
| 22 | 31 mai       | Stars on 45 (en)         | Stars on 45                                 |           |
| 23 | 7 juin       | Stars on 45 (en)         | Stars on 45                                 |           |
| 24 | 14 juin      | Stars on 45 (en)         | Stars on 45                                 |           |
| 25 | 21 juin      | Motörhead                | No Sleep 'til Hammersmith                   |           |
| 26 | 28 juin      | Compilation              | Disco Daze and Disco Nites                  |           |
| 27 | 5 juillet    | Cliff Richard            | Love Songs                                  |           |
| 28 | 12 juillet   | Cliff Richard            | Love Songs                                  |           |
| 29 | 19 juillet   | Cliff Richard            | Love Songs                                  |           |
| 30 | 26 juillet   | Cliff Richard            | Love Songs                                  |           |
| 31 | 2 août       | Cliff Richard            | Love Songs                                  |           |
| 32 | 9 août       | Compilation              | The Official BBC Album of the Royal Wedding |           |
| 33 | 16 août      | Compilation              | The Official BBC Album of the Royal Wedding |           |
| 34 | 23 août      | Electric Light Orchestra | Time                                        |           |
| 35 | 30 août      | Electric Light Orchestra | Time                                        |           |
| 36 | 6 septembre  | Meat Loaf                | Dead Ringer                                 |           |
| 37 | 13 septembre | Meat Loaf                | Dead Ringer                                 |           |
| 38 | 20 septembre | Genesis                  | Abacab                                      |           |
| 39 | 27 septembre | Genesis                  | Abacab                                      |           |
| 40 | 4 octobre    | The Police               | Ghost in the Machine                        |           |
| 41 | 11 octobre   | The Police               | Ghost in the Machine                        |           |
| 42 | 18 octobre   | The Police               | Ghost in the Machine                        |           |
| 43 | 25 octobre   | The Human League         | Dare                                        |           |
| 44 | 1er novembre | Shakin' Stevens          | Shaky                                       |           |
| 45 | 8 novembre   | Queen                    | Greatest Hits                               |           |
| 46 | 15 novembre  | Queen                    | Greatest Hits                               |           |
| 47 | 22 novembre  | Queen                    | Greatest Hits                               |           |
| 48 | 29 novembre  | Queen                    | Greatest Hits                               |           |
| 49 | 6 décembre   | Compilation              | Chart Hits '81                              |           |
| 50 | 13 décembre  | ABBA                     | The Visitors                                |           |
| 51 | 20 décembre  | ABBA                     | The Visitors                                |           |
| 52 | 27 décembre  | ABBA                     | The Visitors                                |           |

## Meilleures ventes de l'année
Selon un nouveau classement de The Official Charts Company révélé en 2021, c'est Don't You Want Me du groupe The Human League qui réalise la meilleure vente annuelle de singles avec 1 150 000 exemplaires écoulés, devançant Tainted Love du groupe Soft Cell avec 1 050 000 ventes qui était donné numéro un dans un précédent classement. Le groupe Adam and the Ants réalise les troisième et quatrième ventes annuelles avec Stand and Deliverer (975 000) et Prince Charming (750 000), suivi par Shakin' Stevens qui a vendu 740 000 exemplaires de sa version de la chanson This Ole House. 
| Singles | Albums |
| --- | --- |
| 1. The Human League - Don't You Want Me 2. Soft Cell – Tainted Love 3. Adam and the Ants - Stand and Deliverer 4. Adam and the Ants – Prince Charming 5. Shakin' Stevens - This Ole House 6. Ultravox - Vienna 7. Michael Jackson - One Day in Your Life 8. Bucks Fizz - Making Your Mind Up 9. Joe Dolce - Shaddap You Face 10. The Tweets - Birdie Song | 1. Adam and the Ants – Kings of the Wild Frontier 2. Queen - Greatest Hits 3. Phil Collins - Face Value 4. Shakin' Stevens - Shaky 5. The Police - Ghost in the Machine 6. Cliff Richard - Love Songs 7. The Human League - Dare 8. John Lennon et Yoko Ono - Double Fantasy 9. Neil Diamond - Jazz Singer 10. Stars on 45 - Stars on 45 |